# Peter de Smet
Peter de Smet (1944-2003) est un auteur de bande dessinée néerlandais, connu pour sa série humoristique Le Général (nl) (1971-2003).

## Distinctions
- 1985 : Prix Stripschap, pour l'ensemble de son œuvre